# Crasiella indica
Crasiella indica is een buikharige uit de familie Planodasyidae. Het dier komt uit het geslacht Crasiella. Crasiella indica werd in 1981 voor het eerst wetenschappelijk beschreven door Rao. 